# Крюков, Николай Павлович
Николай Павлович Крюков (4 (16) апреля 1800 — 6 (18) января 1860) — офицер Свиты Его Императорского Величества, военный деятель, генерал-майор. 
Привлекался по делу декабристов.

## Биография
Родился 4 (16) апреля 1800 года. Происходил из дворянского рода Крюковы; отец — Павел Иванович Крюков, мать — Евфимия Степановна (урожд. Писарева).
Воспитывался в Московском учебном заведении для колонновожатых: поступил колонновожатым в Свиту Е.И.В. по квартирмейстерской части в 1816 году, выпущен прапорщиком — 29.11.1817.
С 1820 года — подпоручик, с 1821 года — поручик, с 1825 года — штабс-капитан.
Подозревался в участии в тайных обществ декабристов. Арестован в Москве, доставлен в Петербург и помещён 9 января 1826 года в № 5 бастиона Трубецкого Петропавловской крепости: «посадить, где лучше, и содержать строго и хорошо»; уже 30 января по высочайшему повелению был освобождён с оправдательным аттестатом (в «Алфавите Боровкова» указано, что арестован Крюков был «потому, что жил вместе с Палицыным и Глебовым и некоторыми гадательно показан был в числе членов».
В 1827 году переведён в Генеральный штаб, в 1828 году переведён в Гвардии генеральный штаб — капитаном. Участвовал в русско-турецкой войне 1828—1829 годов и в подавлении польского восстания в 1831 году; с 1831 года — полковник. В 1836 году вышел в отставку по состоянию здоровья генерал-майором.
Награждён орденами Св. Анны, Св. Владимира, Св. Станислава (1833), Св. Георгия[уточнить], медалью за участие в войне с Турцией. В 1837 году был внесён в 4-ю часть дворянской родословной книги Тульской губернии — владел имением (с. Меленино) в Крапивенском уезде и сельцом Уперты (Шефаровка) Тульской губернии, где владел 191 крепостными крестьянами. Был опекуном над имением малолетних детей князя Горчакова.
Умер 6 (18) января 1860 года. Похоронен вместе с родителями в Москве в Новодевичьем монастыре (могила утрачена).

## Семья
Жена: дочь корнета Аграфена Васильевна Хомякова (1812—1893), погребена у церкви Кончаково, Крапивинского уезда. Их дети:
- Ольга Николаевна (1834—?) — замужем за Фёдором Александровичем Засядко (1829—?), сыном А. Д. Засядко.
- Василий Николаевич (1839—?) — выпущен из Пажеского корпуса в лейб-гвардейский Коннопионерский дивизион (1856).
- Николай Николаевич (1841—?) — по окончании пажеского Е.И.В. корпуса вышел в лейб-гвардейский Гродненский гусарский полк (1858), поручик (1860), коллежский асессор (1872), Крапивенский уездный предводитель дворянства (1868—1873 и 1891—?).
- Наталья Николаевна (1842—19.01.1902) — замужем за дворянином Иваном Константиновичем Трембовельским.
- Надежда Николаевна (1846—?) — замужем за Александром Петровичем Хрипковым (1830—1889)[3].